# FISA-Memo
Das FISA-Memo, auch bekannt als Nunes Memo, ist ein ehemaliges Geheimdokument, das am 18. Januar 2018 vom Geheimdienstausschuss im Kongress der Vereinigten Staaten verbreitet wurde. FISA steht als Akronym für Foreign Intelligence Surveillance Act.
Der Republikaner und Ausschussvorsitzende Devin Nunes hatte das Dokument erstellen lassen und nach Aufhebung der Geheimhaltung durch Präsident Donald Trump am 2. Februar 2018 veröffentlicht. Am 5. Februar 2018 stimmte der Ausschuss dafür, auch die Stellungnahme der demokratischen Ausschussmitglieder zu veröffentlichen, was Präsident Trump jedoch verhinderte, indem er die Freigabe für das Dokument nicht erteilte. Nach einer Überarbeitung in Abstimmung mit dem FBI wurde das Papier am 24. Februar 2018 teilweise geschwärzt freigegeben und veröffentlicht.
Im Dezember 2019 wurden die Darlegungen des Memorandums durch den Bericht des Sonderermittlers Michael Horowitz bestätigt. Infolgedessen wurden zwei der vier ausgegebenen Warrants vom Justizministerium für ungültig erklärt.

## Inhalt
In dem knapp vierseitigen Memorandum wird dargelegt, wie das FBI angeblich ein auf Veranlassung des Democratic National Committee (DNC) vom britischen Geheimdienstmitarbeiter Christopher Steele gegen Zahlung von über 160.000 Dollar angefertigtes Dossier während der Präsidentschaftswahl in den Vereinigten Staaten 2016 rechtsmissbräuchlich dazu verwendet habe, bei einem Sondergericht die Überwachung des Trump-Mitarbeiters Carter Page nach dem FISA-Act zu erwirken. Die Tatsache, dass Steele für das DNC gearbeitet habe, sei gegenüber dem Gericht verschwiegen worden.
Die Demokratische Partei wird jedoch in dem Dokument nicht als Auslöser der Untersuchung des FBI bezeichnet. Das Dossier brachte die Ermittler nach dem Dossier nicht auf die Verbindung nach Russland, vielmehr soll ein australischer Regierungsvertreter nach Nunes Aufzeichnungen den Hinweis, den die Australier von Trumps Wahlkampfberater George Papadopoulos hatten, gegeben haben.

## Einordnung
Nach Einschätzung des republikanischen Abgeordneten und Mitglieds des Justizausschusses Steve King sei die Dimension des Skandals größer als bei der Watergate-Affäre.
Der republikanische Senator Lindsey Graham stellte fest, dass es nichts in dem Nunes-Memo gebe, das die seit Mai 2017 laufende Untersuchung des Sonderermittlers Robert Mueller schwächen könnte.
Dagegen sah der republikanische Senator Paul Gosar schon am Tag der Veröffentlichung einen Missbrauch von FISA als erwiesen an und beschrieb umgehend James Comey, Andrew McCabe, Sally Yates und Rod Rosenstein als „Verräter“ und forderte, sie vor Gericht zu stellen.
Die Demokraten zeigten sich erleichtert, nachdem das Memo wenig Neues enthielte, das geeignet sei, die Untersuchungen von Mueller gegen Trump zu diskreditieren. Das Memo bestehe laut Senator Chris Murphy aus „Schrott-Beweisen“, die von republikanischen Vertretern im Geheimdienstausschuss zusammengestellt wurden, um Trump beim Abwürgen der Untersuchungen von Mueller Deckung zu geben.
Der Verfassungsrechtler Orin Kerr vertritt die Auffassung, dass die politische Haltung Steeles, die Finanzierung des Dossiers und die Nichterwähnung dieser Umstände seitens des FBI allein keineswegs hinreichend seien, die Rechtmäßigkeit der Abhörmaßnahme in Zweifel zu ziehen, vielmehr müsse belegt werden, inwiefern dadurch tatsächlich die Glaubwürdigkeit der Quelle kompromittiert sei.
Im Juli 2018 wurde der Antrag an das FISA-Gericht veröffentlicht, auf den sich das Nunes-Memo bezieht. Darin hat das FBI ausdrücklich darauf hingewiesen, dass das Steele-Dossier mit dem Zweck erstellt wurde, die Wahlkampagne des „Kandidaten #1“ zu diskreditieren. Das FBI fuhr fort, dass ungeachtet dieses Hintergrunds der Verfasser des Dossiers, also Steele, dem FBI als Lieferant zuverlässiger Informationen bekannt sei und dass es daher die Herkunft der Informationen im Steele-Dossier für glaubwürdig halte. Republikaner sagten darauf, dass der Hinweis sich „nur in einer Fußnote“ befand. Dem wurde sofort widersprochen: Richter seien gewöhnt Fußnoten zu lesen, dass die ‚Fußnote‘ mehr als eine Seite füllte und in der gleichen Größe und Textart wie der Rest des Antrags erstellt wurde.